# L'avvelenatrice
L'avvelenatrice è un film del 1938 diretto da Pierre Chenal ed interpretato da Pierre Renoir, Marcelle Chantal e Raymond Rouleau. Esso richiama a un famoso caso del diciannovesimo secolo, ed è per lo più rappresentato in flashback.

## Trama
Negli anni '40 dell'Ottocento, Marie, una giovane donna di Parigi, è sposata con Charles, un brutale e sgradevole padrone di una fonderia nella Francia di provincia. Quando lui muore in circostanze misteriose, lei viene accusata dalla sua famiglia di averlo assassinato e processata.